# Roberto López Alcaide
Roberto López Alcaide (Saragozza, 24 aprile 2000) è un calciatore spagnolo, centrocampista del Leganés.

## Caratteristiche tecniche
È un trequartista molto dinamico e dotato di un mancino secco e preciso. In possesso di notevole tecnica di base, ama essere al centro del gioco e sa destreggiarsi bene negli spazi stretti.

## Carriera

### Club
Cresciuto nel settore giovanile della Real Sociedad, dove è approvato nel 2018 proveniente dalla squadra locale dell'Amistad nella stagione 2017-2018 ha militato nella terza squadra impegnata in Tercera División giocando 5 incontri e segnando una rete.
Il 20 giugno 2018 ha rinnovato il proprio contratto fino al 2022 ed è stato promosso nella Real Sociedad B, con cui ha debuttato il 26 agosto in occasione dell'incontro di Segunda División B perso 1-0 contro il Racing Santander. Divenuto in breve tempo titolare, il 7 dicembre ha esteso il proprio contratto fino al 2025 ed il 24 gennaio seguente ha esordito in prima squadra entrando in campo a mezzora dalla fine dell'incontro di Primera División vinto 3-2 contro l'Espanyol.
Nella stagione 2019-2020 è stato impiegato principalmente con la squadra riserve, riuscendo comunque a giocare 3 incontri nella Liga, ed il 10 settembre 2020 è stato definitivamente promosso in prima squadra in vista della nuova stagione. Ha segnato il suo primo gol nella massima divisione spagnola tre giorni più tardi, al debutto stagionale, segnando la rete del pareggio del match contro il Real Valladolid terminato 1-1.

### Nazionale
Ha giocato nelle nazionali giovanili spagnole Under-18, Under-19 ed Under-21.

## Statistiche
Statistiche aggiornate al 12 novembre 2020.

### Presenze e reti nei club
| Stagione        | Squadra         | Campionato      | Campionato | Campionato | Coppe nazionali | Coppe nazionali | Coppe nazionali | Coppe continentali | Coppe continentali | Coppe continentali | Altre coppe | Altre coppe | Altre coppe | Totale | Totale | Totale |
| Stagione        | Squadra         | Comp            | Pres       | Reti       | Comp            | Pres            | Reti            | Comp               | Pres               | Reti               | Comp        | Pres        | Reti        | Pres   | Reti   |        |
| --------------- | --------------- | --------------- | ---------- | ---------- | --------------- | --------------- | --------------- | ------------------ | ------------------ | ------------------ | ----------- | ----------- | ----------- | ------ | ------ | ------ |
| 2017-2018       | Real Sociedad C | TD              | 5          | 1          |                 | -               | -               |                    | -                  | -                  |             | -           | -           | 5      | 1      |        |
| 2018-2019       | Real Sociedad B | SDB             | 28         | 7          |                 | -               | -               |                    | -                  | -                  |             | -           | -           | 28     | 7      |        |
| 2019-2020       | Real Sociedad B | SDB             | 26         | 7          |                 | -               | -               |                    | -                  | -                  |             | -           | -           | 26     | 7      |        |
| 2018-2019       | Real Sociedad   | PD              | 1          | 0          | CR              | 0               | 0               |                    | -                  | -                  |             | -           | -           | 1      | 0      |        |
| 2019-2020       | Real Sociedad   | PD              | 3          | 0          | CR              | 0               | 0               |                    | -                  | -                  |             | -           | -           | 3      | 0      |        |
| 2020-2021       | Real Sociedad   | PD              | 7          | 2          | CR              | 0               | 0               |                    | -                  | -                  |             | -           | -           | 7      | 2      |        |
| Totale carriera | Totale carriera | Totale carriera | 70         | 17         |                 | 0               | 0               |                    | -                  | -                  |             | -           | -           | 70     | 17     |        |

### Cronologia presenze e reti in nazionale
| Cronologia completa delle presenze e delle reti in nazionale ― Spagna under 21 | Cronologia completa delle presenze e delle reti in nazionale ― Spagna under 21 | Cronologia completa delle presenze e delle reti in nazionale ― Spagna under 21 | Cronologia completa delle presenze e delle reti in nazionale ― Spagna under 21 | Cronologia completa delle presenze e delle reti in nazionale ― Spagna under 21 | Cronologia completa delle presenze e delle reti in nazionale ― Spagna under 21 | Cronologia completa delle presenze e delle reti in nazionale ― Spagna under 21 | Cronologia completa delle presenze e delle reti in nazionale ― Spagna under 21 |
| Data                                                                           | Città                                                                          | In casa                                                                        | Risultato                                                                      | Ospiti                                                                         | Competizione                                                                   | Reti                                                                           | Note                                                                           |
| ------------------------------------------------------------------------------ | ------------------------------------------------------------------------------ | ------------------------------------------------------------------------------ | ------------------------------------------------------------------------------ | ------------------------------------------------------------------------------ | ------------------------------------------------------------------------------ | ------------------------------------------------------------------------------ | ------------------------------------------------------------------------------ |
| 12-11-2020                                                                     | Marbella                                                                       | Spagna under 21                                                                | 2 – 0                                                                          | Fær Øer under 21                                                               | Qual. Europeo Under-21 2021                                                    | 1                                                                              | 46’                                                                            |
| Totale                                                                         |                                                                                | Presenze                                                                       | 1                                                                              |                                                                                | Reti                                                                           | 1                                                                              |                                                                                |

### Nazionale
- Giochi del Mediterraneo: 1

 Tarragona 2018